# Dave Bartholomew
David Louis Bartholomew (Edgar, Luisiana; 24 de diciembre de 1918-Metairie, Luisiana, 23 de junio de 2019) fue un músico, director de orquesta, compositor, arreglista y productor discográfico estadounidense. 
Fue uno de los músicos más prominentes de la escena musical de Nueva Orleans durante la segunda mitad del siglo XX, destacado intérprete de rhythm and blues, big band, swing, rock and roll, New Orleans jazz y Dixieland. El Salón de la Fama del Rock and Roll lo destacó como la figura clave en la transición del jump blues y el swing hacia el R&B así como uno de los pioneros de la revolución del rock and roll.
Numerosos músicos han grabado sus temas, muchos de ellos compuestos junto con Fats Domino. A mediados de los años 1950 compusieron más de 40 éxitos musicales para Imperial Records, incluidos dos números uno en la lista de éxitos Billboard R&B, "Goin' Home" y "Ain't That a Shame". Otros éxitos escritos por Bartholomew incluyen "I Hear You Knocking", "Blue Monday", "I'm Walkin'", "My Ding-A-Ling" y "One Night". Es miembro del Salón de la Fama de los compositores, el Salón de la Fama del Rock and Roll y el Louisiana Music Hall of Fame.

## Biografía

### Inicios
Dave era hijo de Mary y Louis Bartholomew. Comenzó tocando la tuba antes de pasarse a la trompeta, que aprendió bajo la tutela de Peter Davis, también profesor de Louis Armstrong. Hacia 1933, Bartholomew se mudó junto a sus padres a Nueva Orleans, donde comenzó a tocar en bandas de jazz y brass bands, incluida la banda de Fats Pichon, a bordo de un barco fluvial del río Misisipi. Tras pasar también por la banda de Jimmie Lunceford, ingresó en el Ejército de los Estados Unidos durante la Segunda Guerra Mundial, donde desarrolló habilidades de escritura y organización musical como miembro de la 196.ª Banda de Fuerzas Terrestres del Ejército.
Al finalizar la guerra, Bartholomew regresó a Nueva Orleans y en noviembre de 1945 formó su propia banda, Dave Bartholomew and the Dew Droppers, actuando como banda residente del club Dew Drop Inn. La banda, que se hizo muy popular a nivel local, ha sido descrita como "la cuna del R&B en la ciudad", y de acuerdo con el historiador musical Robert Palmer, "modelo para las primeras bandas de rock ‘n’ roll de la historia". En 1947, fueron invitados por Don Robey a actuar en su club en Houston, Texas, donde Bartholomew conoció a Lew Chudd, fundador de Imperial Records.
Bartholomew y su banda realizaron sus primeras grabaciones en los estudios de Cosimo Matassa en Nueva Orleans para el sello De Luxe Records en septiembre de 1947. El primer éxito de Dave Bartholomew and His Orchestra fue "Country Boy", que alcanzó el puesto 14 de la lista Billboard R&B a comienzos de 1950. Entre los miembros de la banda de Bartholomew destacaban los saxofonistas Alvin Tyler, Herb Hardesty y Clarence Hall, el contrabajista Frank Fields, el guitarrista Ernest McLean, el pianista Salvador Doucette y el baterista Earl Palmer.

### Imperial Records y Fats Domino

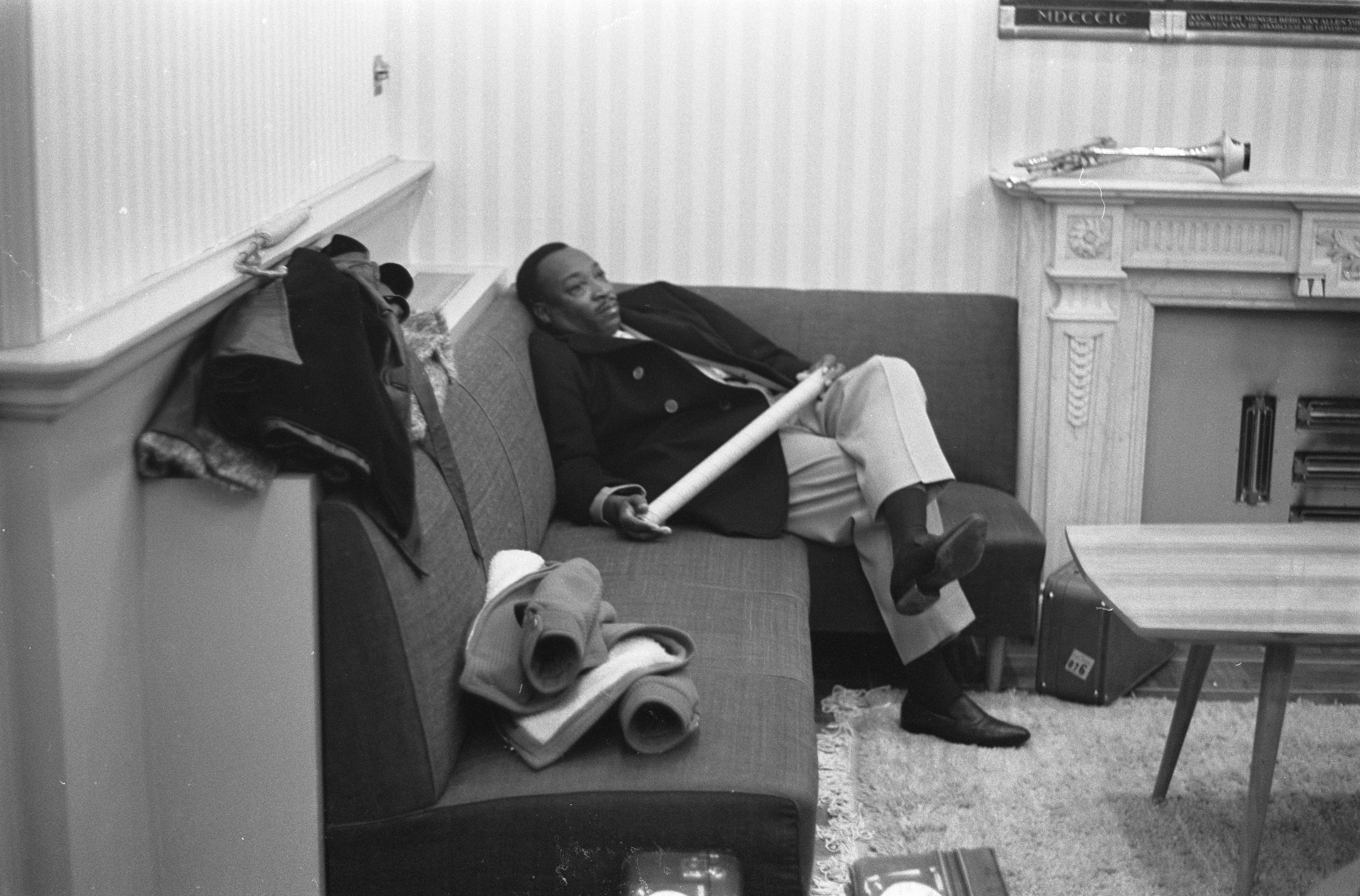
Dave Bartholomew (Ámsterdam, 1962).

Dos años después de conocerse en Houston, Lew Chudd pidió a Bartholomew que ejerciera de artista de repertorio para Imperial Records en Nueva Orleans. Bartholomew produjo los primeros éxitos a nivel nacional para Imperial, "3 x 7 = 21", escrito por él e interpretado por la cantante Jewel King y "The Fat Man", grabado en diciembre de 1949 por Fats Domino. "The Fat Man", con letra de Bartholomew y Domino y música basada en un viejo blues, alcanzó el puesto número dos del Billboard R&B, dando inicio a la  carrera de Domino. Ambos discos fueron grabados con la ayuda de la banda de Bartholomew.
Bartholomew abandonó Imperial tras un desencuentro con Chudd a finales de 1950 y durante los siguientes dos años grabó con diferentes sellos, incluidos Decca, King y Specialty. Una de esas grabaciones para King fue "My Ding-a-Ling", escrita por Bartholomew y grabada en enero de 1952, que más tarde fue grabada por Chuck Berry, quien la convirtió en un éxito internacional en 1972, llegando al N° 1 de la lista de Billboard. En Specialty Records, Bartholomew produjo el disco de Lloyd Price "Lawdy Miss Clawdy", con Domino al piano. El sencillo alcanzó el número 1 de las listas de éxitos de R&B a mediados de 1952.
Tras estos éxitos, Bartholomew regresó a Imperial para trabajar en las grabaciones de Fats Domino, coescribiendo y produciendo una serie de éxitos de R&B. Domino alcanzó las listas pop en 1955 con "Ain't It a Shame" ("No es una pena"), en el que Bartholomew intentó deliberadamente hacer que el estilo de Domino fuera más atractivo para los compradores de discos blancos. Otros éxitos siguieron hasta finales de los años 1950 y principios de los 60: "I'm in Love Again" ("Estoy enamorado de nuevo") y "Blue Monday" ("Lunes triste") (ambos de 1956), "I'm Walkin'" ("Estoy caminando") (1957), "I'm Gonna Be a Wheel Someday" ("Seré una rueda algún día") (1959), "Let the Four Winds Blow" ("Dejen que los cuatro vientos soplen") (1961), "Blueberry Hill" ("Colina azul") (1956) y "Walking to New Orleans" ("Caminando a New Orleans") (1960), todos producidos y coescritos por Bartholomew. 
Durante este periodo de tiempo, Bartholomew también escribió, arregló y produjo música para otros artistas de Imperial como Smiley Lewis (para quien escribió "I Hear You Knocking" ("Te escucho golpear") y "One Night" ("Una noche"), The Spiders, Chris Kenner, Earl King, Tommy Ridgley, Robert Parker, T-Bone Walker, Roy Brown, Frankie Ford y Shirley and Lee (quien grabó para Aladdin Records "Let the Good Times Roll", producido por Bartholomew). Muchas de sus composiciones fueron posteriormente versionadas con éxito por otros artistas. "Ain't That a Shame" ("No es una pena") fue grabada por Pat Boone, "I Hear You Knocking" ("Te escucho golpear") por Gale Storm en los años 50 y por Dave Edmunds en los 70, "One Night" ("Una noche") y "Witchcraft" ("Brujería") fueron éxitos de Elvis Presley y "I'm Walkin'" ("Estoy caminando") para Ricky Nelson. Muchos de estos temas los firmó a medias con su esposa Pearl King. 

### Últimos años
Tras la venta de Imperial a Liberty Records en Los Ángeles en 1963, Bartholomew regresó a Nueva Orleans. Trabajó para Trumpet Records y Mercury Records antes de fundar su propio sello discográfico, Broadmoor Records en 1967. La compañía cerró al año siguiente tras la quiebra de la distribuidora Dover Records.
Durante los años 70 y 80, Bartholomew lideró una banda tradicional de Dixieland jazz en Nueva Orleans, publicando el álbum Dave Bartholomew's New Orleans Jazz Band en 1981. También tomó parte en las giras internacionales de Fats Domino durante esos años. Fue incluido en el Salón de la Fama del Rock and Roll, como no intérprete, en 1991. Durante los años 90 publicó dos álbumes, Dave Bartholomew and the Maryland Jazz Band (1995) y New Orleans Big Beat (1998), y continuó realizando actuaciones esporádicas en festivales con su banda.

### Muerte
Vivió en Nueva Orleans en donde celebró sus 100 años de vida el 24 de diciembre de 2018, teniendo entre sus planes la celebración de un concierto el cual fue suspendido después de que Bartholomew fuera ingresado al hospital. Falleció el 23 de junio de 2019 por complicaciones de una insuficiencia cardíaca a los 100 años de edad.